# ГЭС Удундэ
ГЭС Удундэ (кит. трад. 烏東德壩, упр. 乌东德坝, пиньинь Wūdōngdé DàBà) —  гидроэлектростанция на реке Цзиньша (верхнее течение Янцзы) в Китае, на административной границе, разделяющей уезды Хуэйдун провинции Сычуань и Луцюань провинции Юньнань.

## Общие сведения
ГЭС Удундэ — крупная плотинная гидроэлектростанция с установленной мощностью 10 200 МВт и годовым производством 38-39 млрд  кВт⋅ч в год. ГЭС входит в состав строящегося каскада плотин на Янцзы, сооружения электростанции являются звеном проекта регулирования стока Цзиньша, который преследует цели получения гидроэлектроэнергии, уменьшения летних паводков на реке, облегчение прохода судов по реке и развития экономики региона.
Главой команды, проектировавшей плотину был Ян Цзунли (кит. упр. 杨宗立). Место для строительства ГЭС начали подготавливать в 2011 году, само строительство началось в декабре 2015 года, а 16 июня 2021 года ГЭС была введена в эксплуатацию, расходы на строительство в 2011—2021 гг. составили 120 млрд юаней. 
Высота плотины составляет 270 метров, а ширина ущелья, где она расположена — не более 52 метров. Толщина плотины — 12 метров, что сделало её самой тонкой из плотин мира высотой до 300 м. На строительство ушло 2,7 млн м³ инновационного бетона, не нагревающегося при застывании, что во время постройки предотвратило образование трещин в плотине из-за частых в той местности перепадов температур. Бетонирование плотины контролировала автоматическая система, созданная проектировщиками во главе с Ян Цзунли. Всё использовавшееся при постройке плотины оборудование было сделано в Китае.